# Katolická strana národní na Moravě
Katolická strana národní na Moravě (též katolickonárodní strana nebo Katolicko-národně konzervativní strana na Moravě) byla česká politická strana na území Moravy za Rakouska-Uherska založená koncem 19. století, která reprezentovala katolický politický tábor.

## Dějiny a ideologie
Šlo o jednu z prvních politických formací etnicky českého katolicismu na Moravě. Katolický politický tábor byl původně spojencem staročeské Moravské národní strany, ale ta se roku 1896 přimkla k Lidové straně na Moravě (moravská obdoba mladočeské strany). Čtyři staročeští poslanci Říšské rady v březnu 1896 přešli do poslaneckého klubu moravských mladočechů. Reakcí katolického tábora bylo ustavení samostatné politické formace nazvané Katolická strana národní na Moravě.
První sjezd nové strany se konal 14. září 1896 v Přerově. Předsedou se stal Mořic Hruban. Šlo o konzervativní formací, sdružující katolickou honoraci. Využívala ovšem síť katolických lokálních spolků. Masovější členkou základnu si ovšem na Moravě vytvořilo levicověji orientované křesťanskosociální hnutí, které roku 1899 založilo vlastní politickou stranu (Moravsko-slezská křesťansko-sociální strana na Moravě). V Čechách Hrubanova strana měla spojence v podobě Národní strany katolické v království Českém.